# Intel 80188

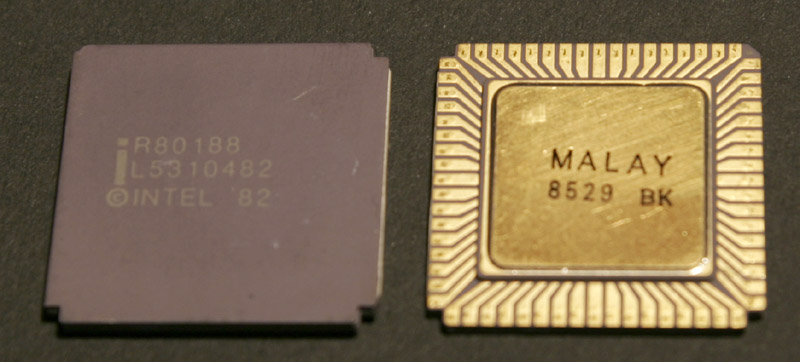
Intel 80188

O Intel 80188 foi uma versão do microprocessador 80186 com o barramento externo de 8 bits, em vez dos 16 bits originais — o que o tornava uma opção final mais barata que o 80186 por  manter a compatibilidade com os periféricos de 8 bits, que eram amplamente difundidos e, portanto, mais baratos do que os de 16 bits. Apesar da diferença no barramento, internamente um 80188 era muito similar a um 80186: os registradores de 16 bits e a capacidade de endereçamento de 1 MiB de RAM eram idênticos nos dois microprocessadores. Juntamente com centenas de outros modelos de processadores, a Intel descontinuou o processador 80188 em 30 de março de 2006 após uma vida útil de cerca de 24 anos.